# Lingua !kung
La lingua !kung è una lingua parlata nell'Africa sudoccidentale, appartenente alla famiglia delle lingue khoisan. La lingua è conosciuta con parecchi altri nomi e grafie (!Hu, !Khung, !Ku, Kung-Ekoka, !Xu, !Xun, !Xung, Ekoka-!Xû, Kung, Qxü).
La lingua !kung è parlata da circa 7.000 persone (alcuni gruppi di boscimani !kung), prevalentemente stanziati in Namibia ma presenti anche in Angola e Repubblica Sudafricana. Molti dei parlanti la lingua !kung sono bilingui con altre lingue parlate nei territori di stanziamento (portoghese, afrikaans, inglese). La lingua è considerata parte del gruppo delle lingue juu, ramo settentrionale delle lingue khoisan.
La lingua !kung è una lingua tonale, contraddistinta (come tutte le lingue khoisan) dalla presenza di numerose consonanti clic (prodotte facendo schioccare la lingua contro il palato o contro i denti). Il simbolo "!" che compare nel nome della lingua indica un clic alveolare.